# Alosaur
Alosaur (od starogrčkih riječi αλλος/allos ("drugačiji, neobičan") i σαυρος/sauros ("gušter") - "neobični gušter"), najveći grabežljivi dinosaur iz doba gornje jure prije 156 do 130 milijuna godina, koji je pripadao grupi teropoda iz roda saurischia. Najpoznatiji njegovi fosili otkriveni su na zapadu SAD-a, u saveznim državama Utah i Colorado. Američki paleontolog Othniel C. Marsh (1831. – 1899.) dao je ovom dinosauru latinski naziv Allosaurus.

## Opis
Hodao je dvonožno. Zadnji udovi služili su mu za kretanje, a prednji za lov. Na snažnim rukama imao je po tri prsta s pandžama ali vjerojatno je napadao samo raljama. Zadnji su mu udovi imali četiri pandže kojima bi kidao velike komade mesa. Imao je veliko mišićavo tijelo dugo 7-12 metara s visinom od oko 4,6 metara, a težina mi je dosezala 2 tone. Imao je veliku lubanju, ali su široki otvori umanjivali njenu težinu. Oči su mu bile velike, a iznad njih su se nalazila stabilna zadebljanja koja su tvorila zaštitu tijekom borbe. Imao je snažnu gubicu koju je mogao široko otvoriti i odjednom progutati oveći plijen. Imao je 40 zubi u gornjoj čeljusti i nešto manje u donjoj. Bili su dužine do 10 centimetara i s dvije strane nazubljeni te ukošeni unutrag kako bi spriječili bijeg uhvaćene životinje.
Vrat je bio kratak, a velika glava mu je bila lakša zahvaljujući tome što je imala velike rupe. Zubi su bili dugi između 5 i 10 cm. Iznad očiju je imao prepoznatljive koštane kvrge.

## Ponašanje
Pretpostavlja se da je lovio dinosaure biljoždere, poput apatosaura i stegosaura, ali je sigurno bio i strvinar. Smatra se da su se mladunci hranili manjim životinjama poput guštera, žaba, većih kukaca, stonoga i sl. Pretpostavlja se da je vrebao plijen poput današnjih lavova, a lovio je u parovima ili u čoporima.

## Rasprostranjenost i stanište
Nastanjivao je područja današnje Sjeverne Amerike, Španjolske i istočne Afrike. U doba kasne jure ta su područja bile ravnice.

## Vanjske poveznice
- Alosaur – Britannica Online (engl.)
- Alosaur – National Geographic (engl.)
- Stvarni alosaur – dinomuseum.ca (engl.)
- Alosaur – Prirodoslovni muzej u Londonu (engl.)
- Kostur alosaura – creationmuseum.org (engl.)